# Лаура Лапі
Лаура Лапі (італ. Laura Lapi; нар. 10 вересня 1970) — колишня італійська тенісистка.
Найвищу одиночну позицію світового рейтингу — 66 місце досягла 9 квітня 1990, парну — 191 місце — 6 червня 1988 року.
Здобула 6 одиночних та 1 парний титул туру ITF.
Найвищим досягненням на турнірах Великого шолома було 3 коло в одиночному розряді.

## Фінали ITF
| турніри $25,000 |
| турніри $10,000 |

### Одиночний розряд (6–6)
| Результат | Ранг | Дата            | Турнір                  | Покриття | Суперниця          | Рахунок       |
| --------- | ---- | --------------- | ----------------------- | -------- | ------------------ | ------------- |
| Перемога  | 1.   | 6 квітня 1987   | ITF Казерта, Італія     | Ґрунт    | Ольга Царбопулу    | 6–1, 6–3      |
| Поразка   | 2.   | 8 червня 1987   | ITF Карпі, Італія       | Ґрунт    | Каті Каверзасіо    | 1–6, 2–6      |
| Перемога  | 3.   | 15 червня 1987  | ITF Салерно, Італія     | Ґрунт    | Анна-Карін Ольссон | 6–3, 6–2      |
| Перемога  | 4.   | 12 липня 1987   | ITF Паліано, Італія     | Ґрунт    | Сузанна Вібово     | 4–6, 6–1, 6–4 |
| Поразка   | 5.   | 13 липня 1987   | ITF Суб'яко, Італія     | Ґрунт    | Сабріна Луккі      | 6–1, 1–6, 6–7 |
| Перемога  | 6.   | 17 серпня 1987  | ITF Лісабон, Португалія | Ґрунт    | Петра Шварц        | 6–4, 4–6, 7–5 |
| Поразка   | 7.   | 24 серпня 1987  | ITF Порту, Португалія   | Ґрунт    | Міріям Шведа       | 4–6, 0–6      |
| Перемога  | 8.   | 20 липня 1992   | ITF Суб'яко, Італія     | Ґрунт    | Мартіна Гаутова    | 6–0, 6–1      |
| Перемога  | 9.   | 8 червня 1992   | ITF Ніколозі, Італія    | Ґрунт    | Жанетта Гусарова   | 6–0, 6–3      |
| Поразка   | 10.  | 24 серпня 1992  | ITF Ла-Спеція, Італія   | Ґрунт    | Андрея Ехрітт-Ванк | 4–6, 2–6      |
| Поразка   | 11.  | 21 вересня 1992 | ITF Ачиреале, Італія    | Ґрунт    | Катя Пікколіні     | 3–6, 2–6      |
| Поразка   | 12.  | 19 липня 1993   | ITF Сецце, Італія       | Ґрунт    | Катя Пікколіні     | 3–6, 2–6      |

### Парний розряд (1–2)
| Результат | Ранг | Дата           | Турнір                | Покриття | Партнерка      | Суперниці                          | Рахунок       |
| --------- | ---- | -------------- | --------------------- | -------- | -------------- | ---------------------------------- | ------------- |
| Поразка   | 1.   | 12 липня 1987  | ITF Паліано, Італія   | Ґрунт    | Барбара Романо | Яюк Басукі Сузанна Вібово          | 4–6, 6–2, 0–6 |
| Перемога  | 2.   | 3 серпня 1992  | ITF Ніколозі, Італія  | Ґрунт    | Ріта Гранде    | Емануела Брузаті Германа ді Натале | 6–4, 6–2      |
| Поразка   | 3.   | 24 серпня 1992 | ITF Ла-Спеція, Італія | Ґрунт    | Марція Гроссі  | Квета Пешке Тіна Вукасович         | 5–7, 6–2, 2–6 |